# نظم الزواوي لقواعد الإعراب
أرجوزة إبراهيم بن فايد المشهور بـ نظم الزواوي لقواعد الإعراب لابن هشام أو أرجوزة الزواوي في النحو، للإمام إبراهيم بن فايد المعروف بإبراهيم بن فايد (المتوفى 857 هـ).

## وصف
تُعْتَبَرُ أرجوزة إبراهيم بن فايد من كتب اللسان العربي في العالم الإسلامي التي تناولت النحو من خلال شرح قطر الندى من تأليف ابن هشام الأنصاري في منطقة زواوة حول جرجرة.
ويُعدُّ من أشهر ما دُوِّن في موضوع النحو ضمن مؤلفات إبراهيم بن فايد في علم التفسير والفقه الإسلامي عند أهل السنة والجماعة وفق مدرسة الأشاعرة.
وتوجد مخطوطة من هذه الأرجوزة في الخزانة الحسنية (الخزانة الملكية بالرباط) تحت عنوان أرجوزة الزواوي في النحو.

## أساتذته في اللسان العربي

شرح قطر الندى وبل الصدى

تم تدوين هذا الشرح لقطر الندى من طرف الإمام إبراهيم بن فايد بعد رحلة علمية طويلة، في شمال إفريقيا، والحجاز، ثم الشام.
وقد تأثر متن هذا الشرح بدروس اللسان العربي التي تلقاها إبراهيم بن فايد في بجاية على يد الأستاذ عبد العالي بن فراج.
وبعد انتقاله إلى قسنطينة للاستزادة من النحو، تلقى إبراهيم بن فايد دروسا نحوية عميقة على يد العالم أبي عبد الله محمد اللبسي الحكم الأندلسي.
كما استلهم إبراهيم بن فايد في اللسان العربي من عالم تلمسان المدعو ابن مرزوق الحفيد الذي أخذ عنه في قسنطينة مع علماء آخرين.

## متن الأرجوزة

### وصف
قام إبراهيم بن فايد بنظم أرجوزته في مائة وخمسين (150) بيتا شعريا.
وجاء هذا المجلد وفق بحر الرجز الذي هو بحر معروف من بحور الشعر العربي.
وقد أبان الراجز إبراهيم بن فايد في هذا المتن عن تمكن في علم العروض وبحور الشعر بما أعطى للقصيدة قبولا وإعجابا وانتشارا.

### أبيات مقدمة الأرجوزة
قام إبراهيم بن فايد بتصدير أرجوزته بستة أبيات شعرية.

### أبواب الأرجوزة
قام إبراهيم بن فايد بتبويب أرجوزته في ستة أبواب باحتساب مقدمة القصيدة وخاتمة القصيدة.
1. الْمُقَدِّمَةُ.
2. الْبَابُ الْأَوَّلُ: فِي الْجُمْلَةِ.
  1. الْمَسْأَلَةُ الْأُولَى: فِي شَرْحِ الْجُمْلَةِ.
  2. الْمَسْأَلَةُ الثَّانِيَةُ: فِي الْجُمَلِ الَّتِي لَهَا مَحَلٌّ مِنَ الْإِعْرَابِ.
  3. الْمَسْأَلَةُ الثَّالِثَةُ: فِي الْجُمَلِ الَّتِي لَا مَحَلَّ لَهَا مِنَ الْإِعْرَابِ.
  4. الْمَسْأَلَةُ الرَّابِعَةُ: فِي الْجُمْلَةِ الْخَبَرِيَّةِ الَّتِي لَمْ يَطْلُبْهَا الْعَامِلُ لُزُومًا.
3. الْبَابُ الثَّانِي: فِي الْجَارِّ وَالْمَجْرُورِ.
  1. الْمَسْأَلَةُ الْأُولَى: أَنَّ الْجَارَّ وَالْمَجْرُورَ لَابُدَّ مِنْ تَعَلُّقِهِ بِالْفِعْلِ وَشِبْهِهِ.
  2. الْمَسْأَلَةُ الثَّانِيَةُ: فِي بَيَانِ حُكْمِ الْجَارِّ وَالْمَجْرُورِ الْوَاقِعِ بَعْدَ الْمَعْرِفَةِ وَالنَّكِرَةِ.
  3. الْمَسْأَلَةُ الثَّالِثَةُ: فِي بَيَانِ مُتَعَلَّقِ الْجَارِّ وَالْمَجْرُورِ.
  4. الْمَسْأَلَةُ الرَّابِعَةُ: فِي رَفْعِ الْمَجْرُورِ لِفَاعِلِهِ جَوَازًا.
4. الْبَابُ الثَّالِثُ: فِي كَلِمَاٍت يَحْتَاجُ إِلَيْهَا الْمُعْرِبُ، وَهِيَ عِشْرُونَ كَلِمَةً عَلَى ثَمَانِيَةِ أَنْوَاعٍ.
  1. النَّوْعُ الْأَوَّلُ: مَا يَأْتِي عَلَى وَجْهٍ وَاحِدٍ.
  2. النَّوْعُ الثَّانِي: مَا جَاءَ عَلَى وَجْهَيْنِ.
  3. النَّوْعُ الثَّالِثُ: مَا جَاءَ عَلَى ثَلَاثَةِ أَوْجُهٍ.
  4. النَّوْعُ الرَّابِعُ: مَا يَأْتِي عَلَى أَرْبَعَةِ أَوْجُهٍ.
  5. النَّوْعُ الْخَامِسُ: مَا يَأْتِي عَلَى خَمْسَةِ أَوْجُهٍ.
  6. النَّوْعُ السَّادِسُ: مَا يَأْتِي عَلَى سَبْعَةِ أَوْجُهٍ.
  7. النَّوْعُ السَّابِعُ: مَا يَأْتِي عَلَى ثَمَانِيَةِ أَوْجُهٍ.
  8. النَّوْعُ الثَّامِنُ: مَا يَأْتِي عَلَى اثْنَيْ عَشَرَ وَجْهًا.
5. الْبَابُ الرَّابِعُ: فِي الْإِشَارَاتِ إِلَى عِبَارَاتٍ مُحَرَّرَاتٍ مُسْتَوْفَيَاتٍ.
6. الْخَاتِمَةُ.

### أبيات خاتمة الأرجوزة
قام إبراهيم بن فايد بختم أرجوزته بستة أبيات شعرية.

## شروح الأرجوزة
شُرحت الأرجوزة في
- كتاب «المرشد الآوي ومعين الناوي لفهم قصيدة الزواوي».[15] وألف هذا الشرح النحوي «يحيى بن محمد السوسي البعقيلي»، وتم تحقيقه من طرف «عبد الكريم قبول» في مائتين وثمان صفحات صادرة عن «دار الرشاد الحديثة» خلال عام 2003م.[16]
- كتاب «القبس النحوي في شرح نظم الزواوي».[17] وألف هذا الشرح النحوي «الحسين بن مرداس السباعي» في مائة وعشرين صفحة صادرة عن «دار الكلم الطيب» بدمشق خلال عام 1425 هـ.[18]
- كتاب «الجديد في شرح نظم الزواوي لإعراب اللفظ العربي».[19] وكان تأليف هذا الشرح النحوي، بأسلوب تعليمي مبسط ومشكول معزز بالقطوف اللغوية الدانية واللمسات التجويدية والبيانية، خلال عام 2015م.
- كتاب «القول الجديد في شرح الزواوي المفيد».[20] وألف هذا الشرح النحوي «علال نوريم» في مائة وخمسين صفحة صادرة بمراكش.[21]
- كتاب «ضالة الطلاب في شرح نظم الزواوي لقواعد الإعراب».[22] وألف هذا الشرح النحوي «محمد الساخي» عن «دار الرسالة» ببيروت خلال عام 2010م.[23]
- كتاب «المنهل العذب الحاوي شرح أرجوزة الإمام الزواوي».[24] وألف هذا الشرح النحوي «أبو زكريا يحيى بن محمد السوسي البعقيلي» في تسع وتسعين صفحة صادرة عن «دار الفرقان للنشر الحديث» بالدارالبيضاء خلال عام 1994م.[25]